# Roger Zweifel
Roger Zweifel (7 febbraio 1978) è un ex sciatore alpino svizzero.

## Biografia
Specialista delle prove tecniche originario di Glarona, in Coppa Europa Zweifel esordì il 9 gennaio 1998 a Donnersbachwald in slalom speciale (29º) e ottenne il miglior piazzamento il 23 gennaio 2001 nelle medesime località e specialità (11º); in Coppa del Mondo disputò due gare, gli slalom speciali di Kitzbühel e di Schladming del 26 e del 28 gennaio 2003, senza portarle a termine. Prese per l'ultima volta il via in Coppa Europa il 31 gennaio 2004 a Sankt Moritz in slalom gigante, senza completare la prova,  e si ritirò al termine della stagione 2003-2004; la sua ultima gara fu uno slalom speciale FIS disputato il 17 aprile a Sils im Engadin. Non prese parte a rassegne olimpiche o iridate.

## Palmarès

### Coppa Europa
- Miglior piazzamento in classifica generale: 89º nel 2001

### Campionati svizzeri
- 1 medaglia:
  - 1 argento (slalom speciale nel 1998)